# Joško Morić
Mr. sc. Joško Morić (Šibenik, 22. rujna 1957.), hrvatski političar i policijski dužnosnik
Suosnivatelj je i jedan od potpredsjednika DC-a, a bio je angažiran i u HSLS-u, kao i član LS-a.
Prva važnija dužnost mu je ona pomoćnika ministra unutarnjih poslova, u Sektoru policije (1991. – 2000.). Ujedno je bio član Državne komisije za UNPROFOR (1993.), predsjednik Komisije za izvanredne događaje u zračnom prometu (1993.) te zamjenik predsjednika Nacionalnog odbora za ostvarivanje programa uspostave povjerenja, ubrzanog povratka i normalizacije života na ratom stradalim područjima RH (1998.). Kasnije je član nadzornih odbora Društva za upravljanje športskim objektima Zagreb d.o.o. (2000. – 2007.), Gradskih groblja d.o.o. Zagreb (2006.) i ARZ-a d.o.o. Zagreb (2006. – 2007.), a od 2006. je direktor D centra d.o.o. Zagreb. 
Po zanimanju je diplomirani politolog. 